# Мазарини, Микеле
Микеле (в миру Алессандро) Мазарини или во Франции Мишель Мазарен (итал. Michele (Alessandro) Mazzarino, фр. Michel Mazarin; 1 сентября 1605, Пешина, Неаполитанское королевство — 31 августа 1648, Рим, Папская область) — итальянский куриальный кардинал, доминиканец. Брат кардинала Джулио Мазарини. Магистр Священного Апостольского дворца с 3 февраля 1643 по 10 июля 1645. Архиепископ Экс-ан-Прованса с 10 июля 1645 по 31 августа 1648. Вице-король Каталонии с 16 декабря 1647 по 31 августа 1648. Кардинал-священник с 7 октября 1647, с титулом церкви Санта-Чечилия с 16 декабря 1647 по 31 августа 1648.